# Thanh Thai Nguyen
Thanh Thai Nguyen (ur. 7 kwietnia 1953 w Nha Trang) – amerykański duchowny katolicki pochodzenia wietnamskiego, biskup pomocniczy diecezji Orange od 2017.

## Życiorys

### Młodość i prezbiterat
Wstąpił do Zgromadzenia świętego Józefa i rozpoczął studia filozoficzne w seminarium św. Józefa na uniwersytecie w Đà Lạt. W 1975 rząd Wietnamu zniósł to zgromadzenie. W 1979 Thanh Thai opuścił kraj i wyemigrował do Stanów Zjednoczonych w 1980. Osiadł w Hartford, gdzie był nauczycielem matematyki i przedmiotów ścisłych w tamtejszej szkole.
W 1984 wstąpił do saletynów i tam złożył śluby 19 września 1990. Święcenia kapłańskie otrzymał w dniu 11 maja 1991. Przez kilka lat posługiwał w saletyńskich parafiach. W 1999 opuścił zgromadzenie i jako ksiądz diecezjalny pracował w diecezji Saint Augustine.

### Episkopat
6 października 2017 papież Franciszek mianował go biskupem pomocniczym diecezji Orange w Kalifornii ze stolicą tytularną Acalissus. Sakry udzielił mu 19 grudnia 2017 biskup tejże diecezji, Kevin Vann.